# Linje L2
L2 er én af de to linjer som udgør Aarhus Letbane. Linjen kører fra Lystrup Station og Lisbjergskolen i nord og følges med linje L1 fra Skolebakken Station via Aarhus H til Odder. Nogle afgange kører kun på delstrækninger, bl.a. mellem Aarhus H og Universitetshospitalet
En delstrækning af L2, fra Aarhus H til Aarhus Universitetshospital, var den første del af letbanen der blev taget i brug, hvilket skete 21. december 2017. Strækningen fra Odder til Aarhus, og fra Aarhus Universitetshospital til Lisbjergskolen åbnede 25. august 2018.  En afgrening fra Lisbjerg til Lystrup åbnede 30. april 2019.

## Stationer
L2 har følgende ruteplan, taget i rækkefølgen fra Lystrup Station:
| Station                     | Takstzone | Omstigningsmuligheder | Bane                |
| --------------------------- | --------- | --- | ------------------- |
| Lystrup Station             | 304       | Letbane: L1 | Lystrupgrenen       |
| Nye Station                 | 304       | | Lystrupgrenen       |
| Lisbjerg - Terp Station     | 305       | | Lystrupgrenen       |
| Lisbjergskolen              | 305       | | Lisbjerggrenen      |
| Lisbjergbygade              | 305       | | Den indre strækning |
| Klokhøjen                   | 302       | Djurslandsmotorvejen: P+R 15 E45 | Den indre strækning |
| Humlehuse                   | 302       | | Den indre strækning |
| Gl. Skejby                  | 302       | | Den indre strækning |
| Aarhus Universitetshospital | 302       | Bus: 1A 2A 109 200 901X | Den indre strækning |
| Olof Palmes Allé            | 302       | Bus: 6A | Den indre strækning |
| Nehrus Allé                 | 302       | Bus: 1A 109 200 901X | Den indre strækning |
| Vandtårnet                  | 302       | Bus: 1A 12 14 109 117 118 118N 200 200N | Den indre strækning |
| Stockholmsgade              | 302       | Bus: 1A 12 14 109 117 118 118N 200 200N | Den indre strækning |
| Stjernepladsen              | 301/302   | Bus: 12 14 | Den indre strækning |
| Aarhus Universitet          | 301       | Bus: 1A 5A 12 13 14 18 100 100N 103 109 117 118 118N 120 121 122 123 123N 200 200N 901X 918X 925X                                                                                   | Den indre strækning |
| Universitetsparken          | 301       | Bus: 1A 12 13 14 18 100 100N 103 109 117 118 118N 120 121 122 123 123N 200 200N | Den indre strækning |
| Nørreport                   | 301       | | Den indre strækning |
| Skolebakken Station         | 301       | Letbane: L1 Bus: 12 13 15 100 109 200 | Grenaabanen         |
| Dokk1 Station               | 301       | L1 | Grenaabanen         |
| Aarhus Hovedbanegård        | 301       | Letbane: L1 Jernbaneforbindelser: Regional InterCity InterCityLyn Lokalbane Bus: 1A 2A 3A 4A FLEX 11 12 13 14 15 16 17 18 19 20 40 41 42 43 44 45 46 100 103 109 200 202 302 Flybus | Grenaabanen         |
| Kongsvang Station           | 301       | Letbane: L1 | Odderbanen          |
| Viby J Station              | 303       | Letbane: L1 Jernbaneforbindelser Regional Lokalbane Bus: 6A | Odderbanen          |
| Rosenhøj Station            | 303       | Letbane: L1 | Odderbanen          |
| Øllegårdsvej Station        | 303       | Letbane: L1 Bus: 1A 109 200 | Odderbanen          |
| Gunnar Clausensvej Station  | 303       | Letbane: L1 Bus: 1A 109 200 | Odderbanen          |
| Tranbjerg Station           | 308       | Letbane: L1 Bus: 4A 202 41 | Odderbanen          |
| Nørrevænget Station         | 308       | Letbane: L1 | Odderbanen          |
| Mølleparken Station         | 308       | Letbane: L1 | Odderbanen          |
| Mårslet Station             | 308       | Letbane: L1 | Odderbanen          |
| Vilhelmsborg Station        | 308       | Letbane: L1 | Odderbanen          |
| Beder Station               | 308       | Letbane: L1 | Odderbanen          |
| Malling Station             | 312       | Letbane: L1 Bus: 100 302 | Odderbanen          |
| Assedrup Station            | 861       | Letbane: L1 | Odderbanen          |
| Rude Havvej Station         | 861       | Letbane: L1 2 | Odderbanen          |
| Odder Station               | 861       | Letbane: L1 Bus: 1 2 3 100 103 302 306 331 1002 1003 1004 1005 1006 1007 1008 | Odderbanen          |